# Fishing Creek
El municipi de Fishing Creek (en anglès: Fishing Creek Township) és un municipi situat al comtat de Columbia a l'estat nord-americà de Pennsilvània. L'any 2000 tenia 1.393 habitants i una densitat poblacional de 18.9 persones per km².

## Geografia
El municipi de Fishing Creek està situat en les coordenades 41° 08′ 00″ N, 76° 22′ 59″ O / 41.13333°N,76.38306°O.

## Demografia
Segons l'Oficina del Cens al 2000 els ingressos mitjans per llar a la localitat eren de $38,654, i els ingressos mitjans per família eren de $44,118. Els homes tenien uns ingressos mitjans de $30,114 enfront dels $23,580 per a les dones. La renda per capita de la localitat era de $18,121. Al voltant del 7,5 % de la població estava per sota del llindar de pobresa.